# Hanne Hedetoft
Hanne Hedetoft (født i 1968 i Vejle) er en dansk forfatter. Hun er uddannet cand.phil. i litteraturhistorie fra Aarhus Universitet.